# Van Assendelft
Van Assendelft is een in 1668 uitgestorven adellijke familie uit Holland.

## Algemeen
Ze ontleenden hun naam aan het dorp Assendelft in de huidige provincie Noord-Holland. De familie heeft grote rijkdom gekend, doordat ze steeds dicht bij het grafelijk hof woonden en daar in hoge functies werkten. Ze woonden in Den Haag in het grootste particuliere huis aldaar aan het Westeinde.
Ze bezaten het nog bestaande kasteel de Assumburg in Heemskerk van 1328 tot 1626.

## Bekendste telg
De bekendste vertegenwoordiger is Gerrit van Assendelft, Heer van Assendelft, Raad van Holland, president van het Hof van Holland, wiens apart wonende echtgenote Catharina de Chasseur wegens valsmunterij van rechtswege werd verdronken. Volgens de legende spookt Catharina nog steeds in hun grote huis aan het Westeinde, dat nog bestaat onder de naam "Spaansche Hof". Hun enige zoon Claes van Assendelft werd bij testament uitgesloten, maar verkreeg uiteindelijk toch de erfenis, waarbij de processen met de andere familieleden hierover tot aan het uitsterven van het geslacht hebben geduurd.

## Familiewapen
Een paard van zilver, stappend op een rood veld, waarbij vaak door de familieleden andere wapens in de kwartieren werden toegevoegd.